# Level Plains (Alabama)
Level Plains és una població dels Estats Units a l'estat d'Alabama. Segons el cens del 2000 tenia 1.544 habitants.

## Demografia
Segons el cens del 2000, Level Plains tenia 1.544 habitants, 602 habitatges, i 444 famílies. La densitat de població era de 203,5 habitants/km².
Dels 602 habitatges en un 36,7% hi vivien nens de menys de 18 anys, en un 58,5% hi vivien parelles casades, en un 11% dones solteres, i en un 26,2% no eren unitats familiars. En el 21,9% dels habitatges hi vivien persones soles el 6,3% de les quals corresponia a persones de 65 anys o més que vivien soles. El nombre mitjà de persones vivint en cada habitatge era de 2,55 i el nombre mitjà de persones que vivien en cada família era de 2,95.
Per edats la població es repartia de la següent manera: un 26,5% tenia menys de 18 anys, un 7,3% entre 18 i 24, un 33,3% entre 25 i 44, un 23% de 45 a 60 i un 10% 65 anys o més.
L'edat mediana era de 37 anys. Per cada 100 dones hi havia 104,5 homes. Per cada 100 dones de 18 o més anys hi havia 101,2 homes.
La renda mediana per habitatge era de 38.269 $ i la renda mediana per família de 44.432 $. Els homes tenien una renda mediana de 33.182 $ mentre que les dones 20.313 $. La renda per capita de la població era de 17.423 $. Aproximadament el 8,9% de les famílies i el 9,2% de la població estaven per davall del llindar de pobresa.

## Poblacions més properes
El següent diagrama mostra les poblacions més properes.